# Carlos Schmitt
Carlos Schmitt OFM  (* 27. Januar 1919 in Gaspar; † 16. Januar 2006 in Dourados) war ein brasilianischer Geistlicher und römisch-katholischer Bischof von Dourados.

## Leben
Carlos Schmitt trat der Ordensgemeinschaft der Franziskaner bei und empfing am 28. November 1943 das Sakrament der Priesterweihe.
Papst Johannes XXIII. ernannte ihn am 29. August 1960 zum Bischof von Dourados. Die Bischofsweihe spendete ihm der Papst persönlich am 28. Oktober desselben Jahres. Mitkonsekratoren waren Kurienerzbischof Diego Venini und der Bischof von Imola, Benigno Carrara.
Schmitt nahm an der ersten, zweiten und vierten Sitzungsperiode des Zweiten Vatikanischen Konzils als Konzilsvater teil.
Am 14. Februar 1970 nahm Papst Paul VI. seinen Verzicht auf das Bistum Dourados an und ernannte ihn zum Titularbischof von Sufar. Wegen der geänderten Vergaberichtlinien verzichtete er am 16. März 1971 auf seinen Titularsitz. Im gleichen Jahr wurde er zum Weihbischof in Lages ernannt. Von diesem Amt entband ihn der Papst am 20. Februar 1973.